# Polycystis naegelii
Polycystis naegelii är en plattmaskart som beskrevs av Rudolf Albert von Kölliker 1845. Polycystis naegelii ingår i släktet Polycystis, och familjen Polycystididae. Arten är reproducerande i Sverige.